# A Voz dos Mártires
A Voz dos Mártires é uma organização inter-denominacional cristã, dedicada a prestar auxílio à igrejas perseguidas no mundo inteiro. A Voz dos Mártires foi fundada em 1967 pelo pastor Richard Wurmbrand, que ficou preso 14 anos na Romênia, por causa de sua fé cristã. Sua esposa, Sabina, ficou presa por três anos. Na década de 1960, Richard, Sabina, e seu filho, Mihai, foram extraditados da Romênia. Através de suas viagens, os Wurmbrands espalharam a mensagem sobre as perseguições que os cristãos enfrentam em alguns países, ao estabelecer uma rede de escritórios dedicados a ajudar a Igreja perseguida.
Em Portugal, a Missão A Voz dos Mártires iniciou-se no ano de 1972 com a designação ‘Igreja do Silêncio’, embora não sendo registada, faltando documentos comprobatórios da sua existência. A Voz dos Mártires atuava no país dando voz à Igreja, cujo sofrimento era silencioso.[carece de fontes?]
Em Agosto de 2002, o Pr. Sebastião Mendes Rezende assumiu a presidência da Voz dos Mártires em Portugal, em consequência do falecimento do antigo diretor português, o Pr. Cândido Picho. Com a presidência do Pr. Sebastião, iniciou-se o processo de legalização do projeto. Em 2003, A Voz dos Mártires recebeu o Registo Provisório da publicação periódica bimestral no Instituto da Comunicação Social. No mesmo ano, foi realizado o registo dos Estatutos da Associação e da respectiva Escritura de Constituição, que posteriormente foi ratificada. Portanto, a Associação tem personalidade Jurídica e se encontra perfeitamente legalizada na nação Portuguesa, a fim de continuar a prestação o apoio às denominações cristãs que continuam a sofrer perseguição em diversos países.[carece de fontes?]
A Missão Voz dos Mártires tem se fortalecido a cada ano e vem atuando em Portugal como uma força presente de apoio à Igreja Perseguida no Mundo. 

Enquanto projeto inter-denominacional, seu auxílio se destina a qualquer pessoa (ou grupo de pessoas) que alega sofrer perseguição por causa de sua fé, em diversos lugares do mundo.  Seu trabalho foca em campos missionários, onde há maior necessidade de auxílio. Os países que são foco de seu trabalho têm políticas que restrigem a atuação religiosa cristã, seja por motivos religiosos, políticos ou filosóficos. Nestes países as igrejas funcionam em condições precárias, pois os seus líderes são perseguidos.